# Altartavla, Antarktis
Altartavla är ett berg i Antarktis. Det ligger i Östantarktis. Norge gör anspråk på området. Toppen på Altartavla är 2 742 meter över havet, eller 766 meter över den omgivande terrängen. Bredden vid basen är 7,5 km. Altartavla ingår i Alexander-von-Humboldt-Gebirge.
Terrängen runt Altartavla är huvudsakligen kuperad, men åt sydväst är den platt. Trakten är obefolkad. Det finns inga samhällen i närheten. 